# One Shot '80 Volume 5 (Dance Italia)
One Shot '80 Volume 5 (Dance Italia) è la quinta raccolta di canzoni degli anni '80, pubblicata in Italia dalla Universal su CD (catalogo 012 1 53509 2) e cassetta nel 1999, appartenente alla serie One Shot '80 della collana One Shot.
Raggiunge la posizione numero 7 nella classifica degli album in Italia, risultando il 73° più venduto durante il 1999.

## Il disco
Primo volume doppio della serie One Shot '80 (che ne prevedeva uno ogni 5 pubblicati) dedicato esclusivamente alla musica prodotta in Italia.

## Tracce
Il primo è l'anno di pubblicazione del singolo, il secondo quello dell'album; altrimenti coincidono.

### CD 1
1. Sandy Marton – People from Ibiza (album version) – 3:05 (testo: Claudio Cecchetto – musica: Aleksandar Marton) – 1984, 1986
2. Spagna – Easy Lady – 4:50 (testo: Ivana Spagna – musica: Ivana Spagna, Giorgio Spagna, Alfredo 'Larry' Pignagnoli) – 1986, 1987
3. Ryan Paris – Dolce vita (7" single version) – 3:52 (testo: Paul Mazzolini – musica: Pierluigi Giombini) – 1983
4. Gazebo – Masterpiece – 4:09 (testo: Paul Mazzolini, Paolo Micioni – musica: Pierluigi Giombini) – 1982, 1983
5. P. Lion – Happy Children (album version) – 5:52 (Pietro Paolo Pelandi) – 1983, 1984
6. Baltimora – Tarzan Boy – 3:51 (testo: Naimy Hackett – musica: Maurizio Bassi) – 1985
7. Fake – Donna Rouge – 3:42 (testo: Stefan Sverin, Tony Robert Wilhelmsson – musica: Erik Ströemblad [Enrico Strada]) – 1983, 1984
8. Den Harrow – Future Brain (feat. Tom Hooker) – 4:08 (testo: Thomas Beecher Hooker – musica: Miki Chieregato, Roberto Turatti) – 1985
9. Ronnie Jones – Video Games – 4:15 (Ronald Hugo Jones, Jürgen Korduletsch, Kristian Schultze) – 1980
10. Righeira – No tengo dinero – 3:21 (Stefano Rota, Carmelo La Bionda) – 1983
11. Valerie Dore – Lancelot (feat. Monica Stucchi) – 4:30 (testo: Simona Zanini – musica: Marco Tansini) – 1986
12. Moon Ray – Comanchero (feat. Simona Zanini) – 3:56 (testo: Simona Zanini – musica: Aldo Martinelli) – 1984
13. Jimmy Ross – First True Love Affair – 3:36 (testo: James Albert Ross – musica: Stefano Pulga, Luciano Ninzatti) – 1981
14. Scotch – Disco Band – 4:29 (Fabio Margutti) – 1984, 1985
15. Atelier Folie – No Rhyme, No Reason – 3:56 (Gigi Farina, Franchino Rago) – 1983
16. Silver Pozzoli – Around My Dream – 4:19 (testo: Pier Michele Bozzetti, Romano Bais – musica: Graziano Pegoraro) – 1984, 1985
17. Riccardo Cioni – In America – 5:29 (Brunella Dini, Edmondo Guidi) – 1982
18. Savage – Don't Cry Tonight – 4:05 (Robyx) – 1983, 1984

Durata totale: 75:25

### CD 2
1. Righeira – Vamos a la playa – 3:36 (testo: Stefano Righi – musica: Stefano Righi, Carmelo La Bionda) – 1983
2. Den Harrow – Mad Desire (feat. Tom Hooker, album version) – 4:05 (testo: Naimy Hackett – musica: Miki Chieregato, Roberto Turatti) – 1984, 1985
3. Cube – Two Heads Are Better Than One (single version) – 3:35 (testo: Mauro Malavasi – musica: Mauro Malavasi, Massimo 'Rudy' Trevisi) – 1982, 1983
4. Gazebo – I Like Chopin (single version) – 4:07 (testo: Paul Mazzolini – musica: Pierluigi Giombini) – 1983
5. Tom Hooker – Looking for Love – 3:45 (testo: Thomas Beecher Hooker – musica: Miki Chieregato, Roberto Turatti) – 1986
6. B.B. and Q. Band – All Night Long – 3:40 (testo: Tony Carrasco – musica: Mariano Boncaldo) – 1982
7. Sandy Marton – Camel by Camel – 3:22 (testo: Aleksandar Marton – musica: Guido Vianello, Daniele Cimitan) – 1985
8. Gary Low – You Are a Danger – 4:07 (testo: Paolo Micioni – musica: Pierluigi Giombini) – 1982, 1983
9. Krisma – Many Kisses – 3:33 (testo: Peter Sibley – musica: Maurizio Arcieri) – 1980
10. Kano – Another Life (single version) – 3:52 (testo: Mamared, Lynn Barbara Addoms – musica: Stefano Pulga, Luciano Ninzatti) – 1983
11. Ago (Agostino Presta) – For You – 5:51 (testo: Luciana 'Kynsha' Cirrillo – musica: Michele Violante) – 1982
12. Tony Esposito – Kalimba de Luna (extended version) – 5:07 (testo: Tony Esposito, Gianluigi Di Franco, Remo Licastro – musica: Tony Esposito, Joe Amoruso, Mauro Malavasi, Remo Licastro) – 1984
13. Koxo – Step by Step – 4:10 (testo: Leonardo Re Cecconi – musica: Giuseppe Sergio 'Pino' Santapaga, Edoardo Martin) – 1982
14. Valerie Dore – The Night (feat. Dora Carofiglio) – 4:04 (testo: Lynn Barbara Addoms – musica: Pino Nicolosi) – 1984
15. Martinelli – Cenerentola – 3:54 (testo: Simona Zanini – musica: Aldo Martinelli) – 1985
16. Carrara – Shine On Dance – 3:43 (testo: Ruggero Penazzo – musica: Maurizio Bassi) – 1983, 1985
17. Band of Jocks – Let's All Dance – 4:55 (testo: Ronald Hugo Jones, Marco Predolin – musica: Michele Violante) – 1984
18. The Creatures – Maybe One Day (original mix, extended version) – 5:26 (Mario Flores, Maurizio 'Sangy' Sangineto) – 1984

Durata totale: 74:52